# Time of My Life
Time of My Life – piąty album studyjny amerykańskiej grupy rockowej 3 Doors Down. Wydany został 19 lipca 2011 nakładem wytwórni płytowej Universal Music. Wydawnictwo promowane było utworami "When You're Young" i "Every Time You Go" do których zrealizowano teledyski. Album zadebiutował na 3. miejscu Billboard 200 i sprzedał się w liczbie 59,800 egzemplarzy w pierwszym tygodniu od ukazania się płyty na rynku muzycznym.

## Lista utworów
1. "Time of My Life" (Brad Arnold, Matt Roberts, Marti Frederiksen) – 3:22
2. "When You're Young" (Brad Arnold, Matt Roberts, Chris Henderson, Marti Frederiksen) – 4:16
3. "Round and Round" (Brad Arnold, Matt Roberts, Chris Henderson, Todd Harrell) – 3:46
4. "Heaven" (Brad Arnold, Matt Roberts, Chris Henderson, Zac Maloy) – 3:26
5. "Race for the Sun" (Brad Arnold, Matt Roberts, Chris Henderson, Todd Harrell) – 2:58
6. "Back to Me" (Brad Arnold, Matt Roberts, Chris Henderson, Todd Harrell) – 3:43
7. "Every Time You Go" (Brad Arnold, Matt Roberts, Chris Henderson, Bobby Huff) – 3:48
8. "What's Left" (Brad Arnold, Matt Roberts, Chris Henderson, Zac Maloy) – 3:43
9. "On the Run" (Brad Arnold, Matt Roberts, Chris Henderson, Todd Harrell) – 3:08
10. "She Is Love" (Brad Arnold, Matt Roberts, Chris Henderson, Todd Harrell) – 3:16
11. "My Way" (Brad Arnold, Matt Roberts, Chris Henderson, Todd Harrell) – 3:07
12. "Believer" (Brad Arnold, Matt Roberts, Chris Henderson, Todd Harrell) – 2:57

### Edycja Deluxe
1. "The Silence Remains" (Brad Arnold, Matt Roberts, Chris Henderson, Todd Harrell) – 3:39
2. "Train" (Demo) (Brad Arnold, Matt Roberts, Chris Henderson, Todd Harrell) – 3:00
3. "When You're Young" (Acoustic) (Brad Arnold, Matt Roberts, Marti Frederiksen) – 4:15
4. "Every Time You Go" (Acoustic) (Brad Arnold, Matt Roberts, Chris Henderson, Bobby Huff) – 3:48

### iTunes Bonus
1. "What's Left" (Acoustic) (Brad Arnold, Matt Roberts, Chris Henderson, Zac Maloy) – 3:38

### Walmart Edycja Deluxe Bonus DVD
1. "When You're Young" (Brad Arnold, Matt Roberts, Marti Frederiksen) – 4:16
2. "Heaven" (Brad Arnold, Matt Roberts, Chris Henderson, Zac Maloy) – 3:23
3. "What's Left" (Brad Arnold, Matt Roberts, Chris Henderson, Zac Maloy) – 3:40
4. "Round and Round" (Brad Arnold, Matt Roberts, Chris Henderson, Todd Harrell) – 3:52
5. "Kryptonite" (Brad Arnold, Matt Roberts, Todd Harrell) – 4:01
6. "Away From the Sun" (Brad Arnold, Matt Roberts, Chris Henderson, Todd Harrell) – 3:45
7. "Let Me Be Myself" (Brad Arnold, Matt Roberts, Chris Henderson, Todd Harrell) – 4:04
8. "Interview"

## Pozycje na listach
| Notowania                         | Najwyższa pozycja |
| --------------------------------- | ----------------- |
| Austrian Album Chart              | 7                 |
| Canadian Albums Chart             | 8                 |
| Dutch Albums Chart                | 37                |
| Finnish Albums Chart              | 34                |
| German Albums Chart               | 2                 |
| Greek Albums Chart                | 66                |
| Swiss Albums Chart                | 2                 |
| UK Albums Chart                   | 65                |
| U.S. Billboard 200                | 3                 |
| U.S. Billboard Rock Albums        | 1                 |
| U.S. Billboard Digital Albums     | 2                 |
| U.S. Billboard Alternative Albums | 1                 |
| U.S. Billboard Hard Rock Albums   | 1                 |
| U.S. Billboard Tastemaker Albums  | 11                |

## Twórcy
Skład zespołu
- Brad Arnold — wokal prowadzący, autor tekstów
- Matt Roberts — gitara prowadząca, wokal wspierający
- Chris Henderson — gitara rytmiczna
- Todd Harrell — gitara basowa
- Greg Upchurch — perkusja, instrumenty perkusyjne

Dodatkowi muzycy
- Howard Benson — instrumenty klawiszowe, programowanie
- Michito Sanches — instrumenty perkusyjne
- Kim Bullard — instrumenty klawiszowe, programowanie (utwór 2 i 6)
- Sid Page — skrzypce (utwór 6)
- Paul Franlin — elektryczna gitara hawajska (utwór 4 i 8)
- Marti Frederiksen — dodatkowe programowanie (utwór 1 i 2)
- Deborah Lurie — aranżacja instrumentów smyczkowych

Produkcja muzyczna
- Howard Benson — producent muzyczny
- Tom Mackay — A&R
- Hatsukazu Inagari — dodatkowy inżynier
- Chris Lord-Alge — miksowanie
- Keith Armstrong — asystent inżyniera
- Nick Karpen — asystent inżyniera
- Ted Jensen — mastering
- Brad Townsend — dodatkowe miksowanie
- Andrew Schubert — dodatkowe miksowanie